# Tropicalia (canción)
«Tropicalia» es una canción del músico estadounidense Beck, incluida en su álbum Mutations de 1998. Fue publicada como el primer sencillo del álbum en el Reino Unido, el 7 de diciembre de 1998 a través de la discográfica Geffen Records. La cara B "Halo Of Gold" es una versión drásticamente reelaborada de "Furry Heroine (Halo of Gold)", canción de Skip Spence.

## Lista de canciones

### 7"
1. «Tropicalia» – 3:23
2. «Halo of Gold» – 4:29

### CD
1. «Tropicalia» – 3:23
2. «Halo of Gold» – 4:29
3. «Black Balloon» – 3:30

## Personal
- "Tropicalia" (Beck Hansen)
Producido por Nigel Godrich y Beck Hansen
Mezclado por Nigel Godrich
Beck Hansen: voz
Roger Joseph Manning Jr.: sintetizadores, órgano, percusión
Justin Meldal-Johnsen: bajo acústico, percusión
Joey Waronker: batería, percussion, cajas de ritmo
Smokey Hormel: percusión, cuica, guitarra acústica
David Ralicke: flauta, trombón

- "Halo of Gold" (Alexander Lee Spence)
Producido por Beck Hansen
Ingenieros:  Beck Hansen y Mickey Petralia
Programación por Beck Hansen y Mickey Petralia
Beck Hansen: voz, teclados y guitarras
Justin Meldal-Johnsen: bajo
Roger Joseph Manning Jr.: teclados

- "Black Balloon" (Beck Hansen)
Grabado por Beck Hansen
Programación, teclados, bajo por Beck Hansen